# Societat de la Llengua Còrnica
La Societat de la Llengua Còrnica (còrnic: Keskowethyans an Taves Kernewek IPA [kɛskɔˈwɛθjans un ˈtavɛs kɛrˈnɛwɛk], [kɛskɔˈwɛθjɐnz ɐn ˈtævɐzs kərˈnuːɐk]) és un ens públic creat el 2005 a Cornualla, Anglaterra, Regne Unit, per tal de promoure l'ús i el desenvolupament de la llengua còrnica. Està formada per representants de societats lingüístiques, d'organitzacions culturals i econòmiques, i del govern local de Cornualla. L'organització és finança parcialment a través del programa Objective One de la Unió Europea, del Departament per a les Comunitats i el Govern Local del govern del Regne Unit i del Consell Cornualla.
Fou inicialment l'encarregada de regular l'ortografia còrnica estandarditzada (en anglès: Standard Written Form, SWF). Actualment aquesta tasca es du a terme per l'Akademi Kernewek.

## Organitzacions representades
- Agan Tavas
- Cussel an Tavas Kernuak
- Kesva an Taves Kernewek
- Kowethas an Yeth Kernewek